# 希思·弗朗西斯
希思·弗朗西斯（英語：Heath Francis，1981年11月16日—），澳大利亚男子田径运动员。他曾代表澳大利亚参加2000年、2004年和2008年夏季残疾人奥林匹克运动会田径比赛，获得六枚金牌、四枚银牌和三枚铜牌。